# Muhammed IV de Granada
Muhammed IV de Granada (en árabe:  أبو عبد الله محمد بن إسماعيل, ʾabū ʿabd  allāh muḥammad ben ʾismāʿīl) fue el sexto soberano nazarí de Granada. Nació en 1315 y subió al trono en 1325, después del asesinato de su padre Ismaíl I. Reinó hasta que fue asesinado en 1333. Le sucedió su hermano menor Yusuf I.

## Biografía
En 1325, Muhammed IV era demasiado joven para ejercer el poder, por lo que se vio influenciado por su corte de ministros y su abuela paterna Fátima. Entre 1325 y 1329 estuvo bajo la regencia del háyib Ibn al-Mahrûq, conocido como El Quemado. Era un jinete consumado.
En 1325, el rey Alfonso XI de Castilla alcanzó su mayoría de edad, que fue confirmada en las Cortes de Valladolid de 1325, y comenzó a gobernar personalmente sus reinos, y con ello finalizaba el periodo de su minoría de edad, que se había caracterizado por la anarquía, la violencia y la inestabilidad. En octubre de 1325 el rey de Castilla nombró al célebre escritor Don Juan Manuel, nieto de Fernando III de Castilla, adelantado mayor de la frontera de Andalucía, y éste se dirigió rápidamente a la frontera, cumpliendo las órdenes de su rey, para combatir a los granadinos. Y en la Crónica de Alfonso XI consta que cuando el rey Muhammed IV de Granada, que era menor de edad, fue informado de que Don Juan Manuel había sido nombrado adelantado mayor de la frontera envió a su general Ozmín, que en 1319 había derrotado a los castellanos en el Desastre de la Vega de Granada, «con todo su poder» para que penetrase en territorio cristiano y lo «corriese» y devastase hasta cerca de las puertas de Córdoba.
Sin embargo, el 29 de agosto de 1326, las tropas castellanas a las órdenes de Don Juan Manuel derrotaron al general Ozmín y a los musulmanes en la batalla de Guadalhorce, donde perdieron la vida unos 3000 hombres. Y en el verano de 1327 Alfonso XI conquistó a los granadinos, con la ayuda de las órdenes militares, las villas de Olvera, Pruna, Ayamonte y Torre Alhaquín, según consta en los capítulos LXXII y LXXIII de la Gran Crónica de Alfonso XI, y ese mismo año el almirante mayor de la mar Alonso Jofre Tenorio, derrotó en una batalla naval a una escuadra musulmana, hundiendo cuatro galeras y capturando otras tres y ocasionando a los musulmanes más de 1200 muertos y heridos.
El 25 de agosto de 1330, en Teba, se libró la batalla de Teba, bajo el castillo de la Estrella. Esta batalla fue parte de la campaña realizada por el rey Alfonso XI de Castilla contra el reino nazarí de Granada entre 1312 y 1350. El sultán meriní Abu Said Uthman estaba demasiado ocupado en su territorio para iniciar campañas exteriores.
En 1331, su sucesor Abu al-Hasan Alí volvió a retomar los ataques contra los castellanos; atacó y tomó Algeciras y Gibraltar en 1333. Muhammed IV no aprovechó sus éxitos sobre los castellanos, y fue asesinado el mismo año, siendo sucedido por su hermano menor Yusuf. Los nobles, resentidos por su alianza con los sultanes benimerines organizaron su asesinato mientras regresaba desde Algeciras a Granada. Fue enterrado en Málaga el 25 de agosto de 1333.
| Predecesor: Ismaíl I | Sultán de Granada 1325-1333 | Sucesor: Yusuf I |